# Pregledni rad
Pregledni radovi, vrste radova u znanstvenom i stručnom časopisu. Spadaju u stručna djela. Da bi nešto bilo stručni rad, mora zadovoljavati ove uvjete:
- daje pregled znanja unutar odredenog područja
- prolaze recenziju (eng. peer review)
- sadržaj časopisa kontrolira uredništvo časopisa
- poželjno je da časopis ima ISSN

Znanstveni, stručni i pregledni rad se razlikuju. Predstavlja znanstveni je rad koji sadrži izvoran, sažet i kritički prikaz jednog područja ili njegova dijela u kojemu autor aktivno djeluje. Mora biti istaknuta uloga autorova izvornog doprinosa u tom području s obzirom na već publicirane radove te pregled tih radova. Može ih pisati jedan ili skupina autora i obično se pišu na zamolbu urednika.